# 谷萩那華雄
谷萩 那華雄（やはぎ なかお、1895年（明治28年）8月9日 - 1949年（昭和24年）7月8日）は、日本の陸軍軍人。最終階級は陸軍少将。

## 生涯
茨城県生まれ。1914年（大正3年）3月、茨城県立水戸中学校（現在の茨城県立水戸第一高等学校）を経て、1917年（大正6年）5月、陸軍士官学校（第29期）を卒業。同年12月、歩兵少尉に任官し歩兵第15連隊付となる。1919年（大正8年）4月から1920年（大正9年）12月までシベリア出兵に従軍。1927年（昭和2年）12月、陸軍大学校（第39期）を卒業し歩兵第15連隊中隊長に就任。
1929年（昭和4年）3月、教育総監部付勤務となり、第19師団参謀を経て陸軍技術本部付兼軍事調査委員（新聞班）に就任。1932年（昭和7年）8月、歩兵少佐に昇進。1933年（昭和8年）5月、参謀本部付（重慶駐在）に転じ、関東軍司令部付、参謀本部付、支那駐屯軍司令部付（青島駐在）を歴任。1937年（昭和12年）8月、歩兵中佐に進級し、同月、北支那方面軍司令部付に異動。
1938年（昭和13年）5月、北支那方面軍特務部付に転じ、第1軍司令部付（太原特務機関長）に異動。1939年（昭和14年）3月、歩兵大佐に昇進し中支那派遣軍参謀となり日中戦争に出征。同年9月、支那派遣軍司令部付（軍事顧問部）に異動。
太平洋戦争開戦後は1942年（昭和17年）3月に陸軍兵器本部付（大本営陸軍報道部長）に就任。報道部長当時の1942年9月14日、日本読書新聞に掲載した書評「戦争と読書」で、細川嘉六が『改造』8月号および9月号に掲載した論文「世界史の動向と日本」を「共産主義宣伝」と断じる。この書評の掲載と同日、細川は治安維持法違反で警視庁に検挙された。
1943年（昭和18年）3月、陸軍少将に進んだ。同年10月、第15独立守備隊長に転じ北スマトラのシボルガで守備に従事。さらに独立混成第25旅団長に異動。1944年（昭和19年）10月には第25軍参謀長に就任した。
敗戦後、BC級戦犯容疑者として起訴（捕虜虐待容疑）。裁判で死刑判決を受け、スマトラ島のメダンで刑死した。1948年（昭和23年）1月31日、公職追放仮指定を受けている。

## 逸話
- 元大本営陸軍報道部員の平櫛孝によれば、谷萩は話術に優れ、開放的で明るい性格であったという。報道部長時代は、新聞や雑誌社の記者との会談に積極的に応じるなど、評判はよかった。
- 特技は茨城訛りのフランス小咄風の猥談であった。ある日の部長会議では、重要議題を抱えて重苦しい沈黙が続く中、谷萩は誰に話すでも無いが、誰にも聞こえる声で得意の猥談を始めた。いつしか部長達も谷萩の話にまきこまれ、部屋の空気は緊張から爆笑に変わった。その瞬間、部屋に杉山元参謀総長と東條英機陸相が入室し、あたかも爆笑が杉山と東條に浴びせられたような風になったという。谷萩が平櫛に語ったところでは、「杉山はそれでなくても細い目で俺を睨み、東條は苦虫面をいっそう苦々しくしていた」とのことである。
- 書類の決裁を求めに首相官邸を谷萩が訪れた際、応対に現れた東條の妻を女中と間違えたことがある。

## 親族
- 兄：谷萩金太郎